# عيادة مجانية

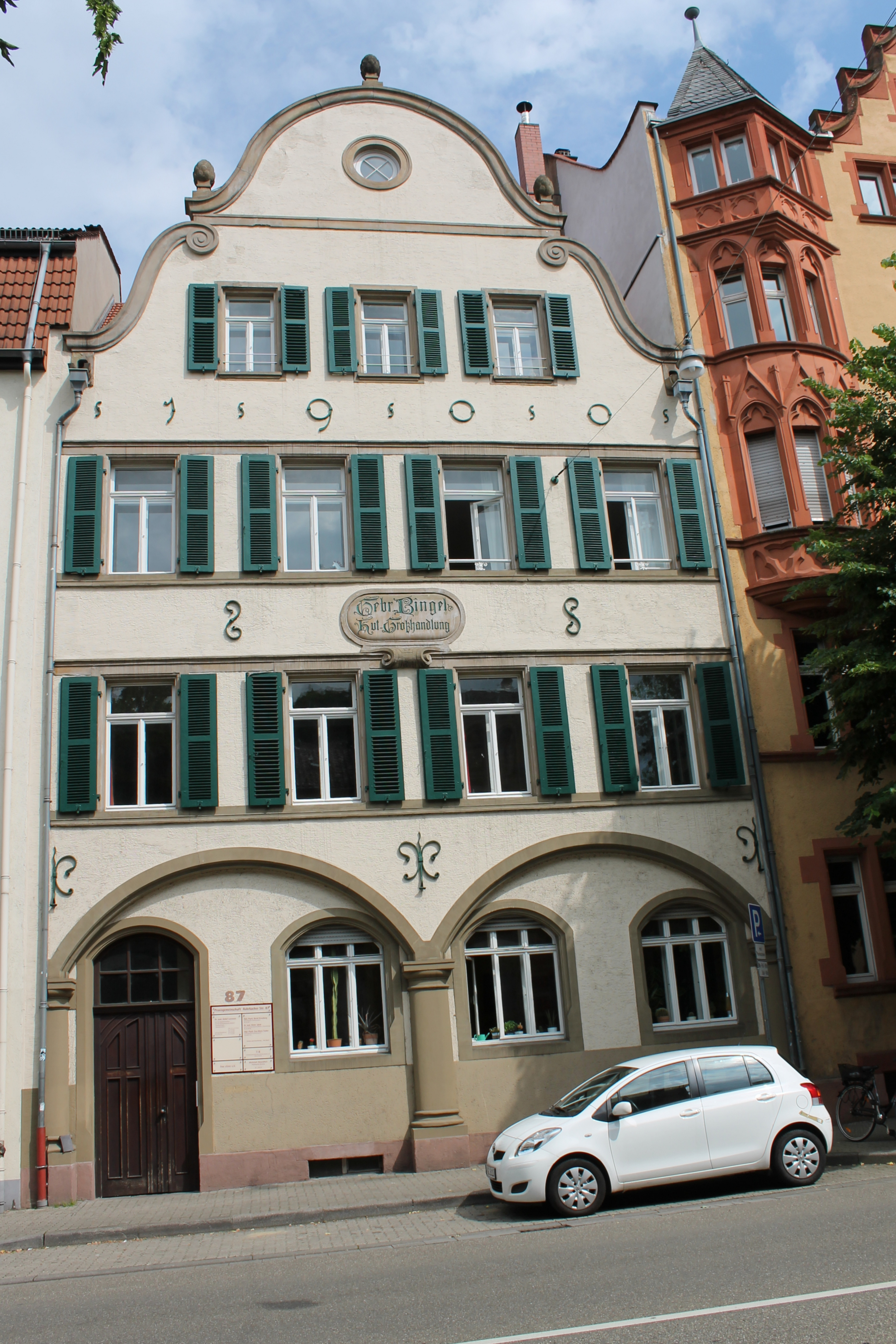
عيادة مجانية في هايدلبريغ

العيادة المجانية هي مرفق طبي لتقديم الرعاية الصحية بشكل مجاني أو بثمن قليل جداً في البلدان الحدودية أو التي لا تشتمل على الرعاية الصحية.الرعاية في هذه العيادة كلية بشرط أن تكون للأشخاص أصحاب الدخل القليل أو المحدود وليس عندهم ضمان صحي. وتتضمن الأشخاص الذين ليسوا مؤهلين لبرامج المساعدة الطبية أو الرعاية الصحية في الولايات المتحدة. في الولايات المتحدة تقريباً جميع العيادات المجانية توفّر الرعاية للحالات الحادة غير الطارئة. العديد منها يوفّر نطاق كامل من خدمات الرعاية الأولية (بما في ذلك الرعاية الوقائية) والرعاية للحالات المزمنة. وتشمل بعض العيادات المجانية :الصيدليات المرخصة وخدمات طب الأسنان.

## التاريخ
بدأ تصوّر حديث للعيادة المجانية في عام 1960 في سان فرانسيسكو سان فرانسيسكو عندما أسس الدكتور ديفيد سميث Dr. David Smith العيادات المجانية Haight Ashbury عام 1967 خلال فصل الصيف بسبب حب لمقاطعة Haight Ashbury.
العيادات المجانية سرعان ما امتدت إلى مدن أخرى في كاليفورنيا وبقية الولايات المتحدة.
في عام 1972 عقد اجتماع في فندق shoreham في واشنطن العاصمة حيث تجمع موظفي العيادة من جميع أنحاء البلاد واستمعوا إلى متحدثين من بينهم الدكتور سميث Dr.Smith. في هذا الاجتماع شعار (الرعاية الصحية حق لا امتياز) بَرَزَ كموضوع.
خلال الـ 1970 م و 80م استمرت العيادات المجانية تتطور وتتغير لتلبي احتياجات أفراد المجتمعات المحلية، على الرغم من أن البعض لم يتمكن من البقاء.
كانت كل عيادة مجانية فريدة من نوعها في مجال التنمية والخدمات استناداً إلى الاحتياجات والموارد للمجتمع المحلي. هناك قول مأثور ضمن منظمات العيادة المجانية وهو أنك إذا كنت قد زرت عيادة مجانية واحدة، كنت قد زرت عيادة مجانية واحدة. القاسم المشترك هو أن الرعاية تعمل المستطاع من خلال خدمة المتطوعين، التبرع بالسلع، ودعم المجتمع المحلي.يتم التمويل عموماً بالتبرع على المستوى المحلي وهناك القليل ـ إذا كان ـ تمويل حكومي.
تم إنشاء بعض العيادات المجانية لتقدم الخدمات الطبية في المدن الداخلية في حين فتحت أخرى في الضواحي والعديد من العيادات المجانية الطلابية التي توفر أدنى الخدمات. وكذلك توفير موقع للتدريب الطبي للطلاب في المهن الصحية.
في حين أن كلا العيادات المجانية والمجتمعية توفر العديد من الخدمات المماثلة. عيادات مجانية اليوم تم تعريفها من قبل الرابطة الوطنية الأمريكية للعيادات المجانية بأنها (منظمات ضمان الرعاية الصحية التي تستخدم نموذج المتطوعين / الموظفين لتقديم مجموعة من الخدمات الطبية، طب الأسنان، الصيدلة، الرؤية و/أو خدمات الصحة السلوكية للأفراد المحرومة اقتصادياً).
هذه العيادات هي منظمات 501(c) المعفاة من الضرائب أو تعمل وفقاً لبرنامج أساسي أو التابعة لها من منطمة 501(c).”
بعض العيادات المجانية منافسة للدوائر الصحية الحكومية المحلية في حجم ونطاق الخدمة مع ميزانية عدة ملايين من الدولارات، العيادات المتخصصة، ومواقع أخرى.